# Timothy (voornaam)
Timothy is een jongensnaam. De naam komt van de Griekse naam Τιμόθεος (Timotheus) en betekent "God eren". Timothy is een populaire naam in de Verenigde Staten en zit sinds de jaren 40 elk jaar, tot 2008, in de top 100 van jongesnamen. Ook in vele Europese landen, waaronder Nederland en België, is de naam populair. Er bestaan veel varianten, waarvan de bekendste Tim, Timmy en Timo zijn.

## Lijst van bekende mensen met de naam Timothy
- Timothy Beck, Nederlands sprinter
- Timothy Bottoms, Amerikaans acteur en producent
- Timothy Brown (kunstschilder), Amerikaans kunstschilder
- Timothy Cathalina, Antilliaans profvoetballer
- Timothy Cherigat, Keniaans langeafstandsloper
- Timothy Derijck, Belgisch voetballer
- Timothy Dalton, Brits acteur
- Timothy Dreesen, Belgisch voetballer
- Tim Duncan, Amerikaans basketballer
- Timothy Durwael, Belgisch voetballer
- Timothy Geithner, Amerikaans politicus
- Timothy Hutton, Amerikaans acteur
- Timothy Johnson, Amerikaans wielrenner en veldrijder
- Timothy Kiptanui, Keniaans middellangeafstandsloper
- Timothy Leary, Amerikaans schrijver, psycholoog, softwareontwerper en campagneleider
- Timothy McVeigh, Amerikaans veteraan
- Timothy van der Meulen, Nederlands voetballer
- Timothy Mo, Cantonees-Brits auteur
- Timothy Olyphant, Amerikaans acteur
- Timothy Plowman, Amerikaans botanicus
- Timothy Radcliffe, Brits priester en Frater
- Timothy Rhea, Amerikaans componist, muziekpedagoog en dirigent
- Timothy B. Schmit, Amerikaans bassist en zanger
- Timothy Severin, Brits schrijver en ontdekkingsreiziger
- Timothy Smith, Amerikaans professioneel worstelaar
- Timothy Spall, Engels acteur
- Timothy Treadwell, Amerikaans natuurbeschermer
- Timothy West, Engels acteur
- Timothy Wright, Amerikaans gospelzanger en dominee
- Timothy Zahn, Amerikaans sciencefictionschrijver